# Axel Mörner (landshövding)
Karl Axel Göran Mörner af Morlanda (i riksdagen kallad Mörner af Morlanda i Djursholm), född 27 oktober 1868 i Stockholm, död där 17 november 1954, var en svensk greve, landshövding och politiker (liberal).

## Biografi
Axel Mörner af Morlanda var son till greven och statsrådet Carl Göran Mörner, svärson till friherre Gabriel Djurklou samt far till konstnären Stellan Mörner och ämbetsmannen Göran Mörner.
Axel Mörner blev juris utriusque kandidat vid Uppsala universitet 1891 och gjorde därefter karriär i domstolsväsendet och statsförvaltningen. Han blev kansliråd och byråchef i regeringsrätten 1912, statssekreterare 1917 och var landshövding i Hallands län 1920–1935.
Han var riksdagsledamot i första kammaren 1912 för Örebro läns valkrets och tillhörde då Frisinnade landsföreningens riksdagsparti Liberala samlingspartiet. I riksdagen var han suppleant i lagutskottet och engagerade sig bland annat i alkoholpolitik.

## Utmärkelser
- Konung Gustaf V:s jubileumsminnestecken med anledning av 70-årsdagen, 1928.[2]
- Kommendör med stora korset av Nordstjärneorden, 6 juni 1930.[3]
- Kommendör av första klassen av Nordstjärneorden, 5 juni 1920.[4]
- Riddare av Nordstjärneorden, 1914.[5]
- Riddare av tredje klassen av Ryska Sankt Annas orden, senast 1915.[6]